# Rigel
Rigel ist der hellste Stern im Sternbild Orion und der siebthellste des Nachthimmels. Sein Name kommt vom arabischen رجل جباز اليسرى Ridschl Dschabāz al-Yusri ‚linker Fuß des Mittleren‘. Obwohl er mit 0,12 mag heller als α Orionis (Beteigeuze, 0,42 mag) ist, wird er in der Astronomie als β Orionis bezeichnet. Das liegt daran, dass Beteigeuze (wie fast alle Roten Überriesen) ein unregelmäßiger Veränderlicher ist und Rigel im Maximum hin und wieder übertreffen kann. Rigel ist Teil des Wintersechsecks.
In der altägyptischen Sprache hieß Rigel „Seba-en-Sah“, was übersetzt „Fußstern“ beziehungsweise „Zehenstern“ bedeutet. Als Hauptstern und Namensgeber des altägyptischen Sternbildes Sah spielte er eine bedeutende Rolle in der altägyptischen Mythologie.

## Entfernung

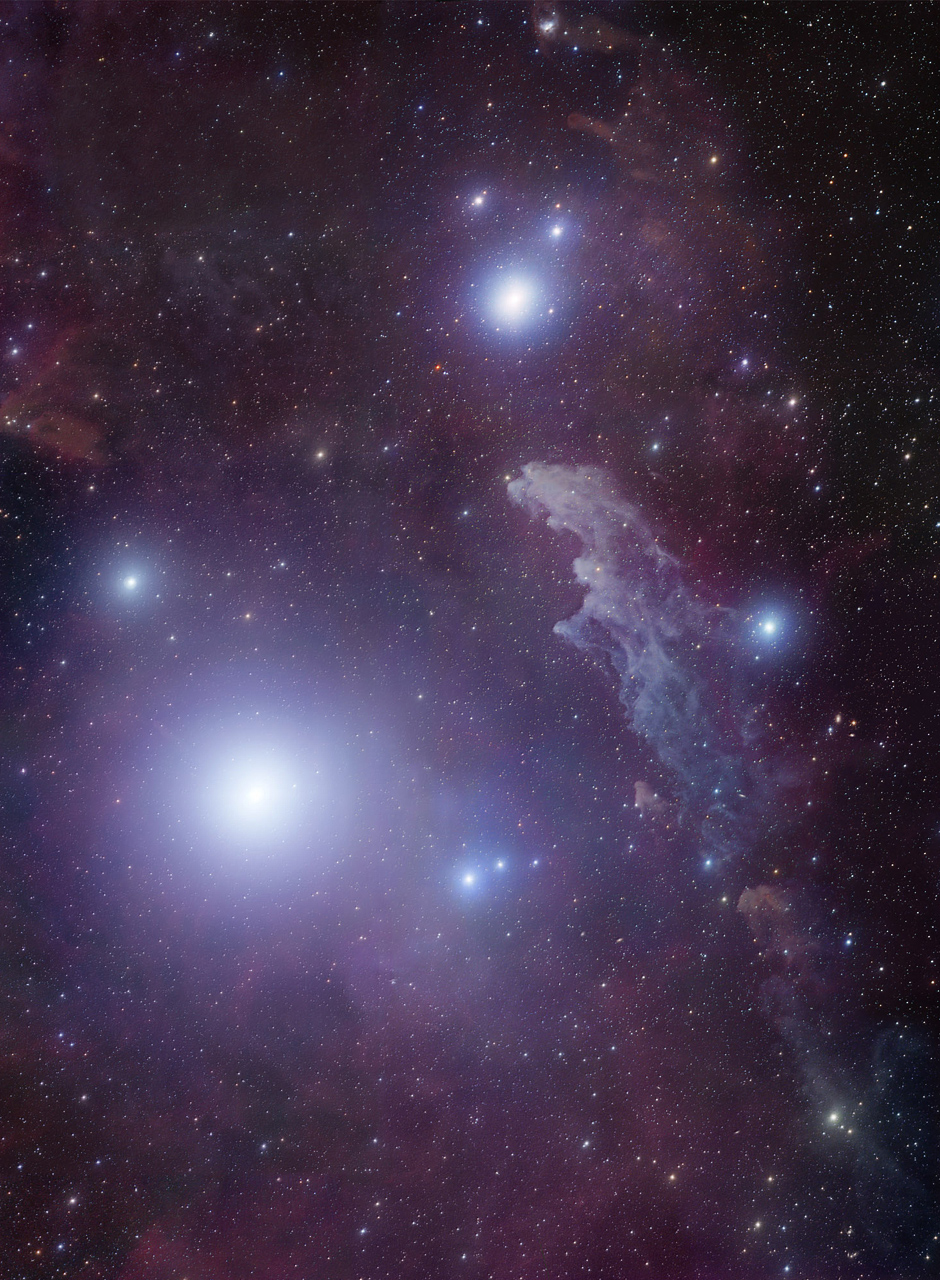
Rigel und der im Sternbild Eridanus gelegene Reflexionsnebel IC 2118. Rigel B ist wegen des ihn überstrahlenden Lichts des Hauptsterns nicht sichtbar.

Rigels Entfernung vom Sonnensystem ist ziemlich unsicher, da verschiedene Methoden zur Bestimmung seiner Distanz zu unterschiedlichen Ergebnissen führten. Die 1997 veröffentlichte Auswertung der Messdaten des Satelliten Hipparcos gab die Parallaxe von Rigel mit 4,22 ± 0,81 Millibogensekunden entsprechend einer Entfernung von 772 ± 184 Lichtjahren an. 2007 wurde eine neue Datenreduktion mit verbesserten Werten der von Hipparcos gemessenen Parallaxen publiziert. Die korrigierte Parallaxe für Rigel beträgt 3,78 ± 0,34 Millibogensekunden, woraus sich die Distanz des Sterns zu 863 ± 85 Lichtjahren ergibt. Für Hipparcos’ Nachfolgermission, die Raumsonde Gaia, ist Rigel zu hell, um derzeit Daten messen zu können. Für seinen deutlich lichtschwächeren Begleiter Rigel B, der wahrscheinlich gravitativ an Rigel gebunden ist und sich daher in der gleichen Entfernung befindet, ergab Gaias 2022 herausgegebener dritter Daten-Release (Gaia DR3) eine Parallaxe von 3,2352 ± 0,0553 Millibogensekunden. Demzufolge ist Rigel B etwa 1010 ± 20 Lichtjahre entfernt.
Es wurden auch indirekte Methoden zur Entfernungsbestimmung verwendet. So wird vermutet, dass Rigel sich in einer an interstellarer Materie reichen Region befindet und durch seine intensive Strahlung mehrere in seiner Nähe gelegene Nebel zum Leuchten anregt. Am bemerkenswertesten ist der am Firmament eine Länge von 5 Grad aufweisende Hexenkopfnebel (IC 2118), der eine Winkeldistanz von 2,5° zum Stern hat, was einer projizierten Entfernung von etwa 39 Lichtjahren entspricht. Aus Parallaxenmessungen anderer in diesem Reflexionsnebel eingebetteter Sterne wird dessen Distanz auf 949 ± 7 Lichtjahre geschätzt.
Rigel gehört wohl der Orion-OB1-Assoziation an und befindet sich in deren Randbereich. Diese Sternassoziation ist bis zu 1600 Lichtjahre von der Erde entfernt. Ferner ist Rigel Mitglied der losen Taurus-Orion-R1-Assoziation, die mit einer Distanz von rund 1200 Lichtjahren deutlich näher liegt. Es wird vermutet, dass der Abstand von Rigel zum Sonnensystem erheblich geringer als jener der meisten Mitglieder der Oriom-OB1-Assoziation und des Orionnebels ist.

## Mehrfachstern-System
Rigel ist ein Mehrfachsternsystem. Die Hauptkomponente Rigel A ist ein Riesenstern der Spektralklasse B8. Der Stern der Leuchtkraftklasse Ia befindet sich in der Übergangsphase vom Blauen Riesen zum Roten Überriesen. Er strahlt mit der etwa 46.000-fachen Leuchtkraft der Sonne, damit ist er nach Beteigeuze (135.000-fach) und Antares (90.000-fach) der drittleuchtstärkste Stern innerhalb einer Entfernung von 1000 Lichtjahren von der Erde. Der nächste noch hellere Stern ist mit einem Abstand von etwa 1600 bis 3200 Lichtjahren der Hauptstern des Schwans Deneb.
Rigel A befindet sich im Übergang zum Roten-Überriesen-Stadium und weist eine gewisse Veränderlichkeit in seiner scheinbaren Helligkeit auf. Diese schwach ausgeprägte, unregelmäßige Veränderlichkeit ist typisch für Überriesen; dabei schwankt seine Helligkeit um etwa 30 % (wegen der logarithmischen Definition der scheinbaren Helligkeit) in einem mittleren Zeitraum von 25 Tagen. Bei den kleineren Komponenten Rigel B/C, die selbst ein gebundenes Doppelsternsystem bilden, handelt es sich um bläulich-weiße Hauptreihensterne der Spektralklasse B9 und der 128-fachen Leuchtkraft der Sonne. Der nur schwach leuchtende Rigel D gehört vermutlich einem späten Untertyp der Spektralklasse K an. Da die Komponente D nahezu überstrahlt wird, können bisher keine exakten Werte in Bezug auf seine physikalischen Eigenschaften angegeben werden.
Der Hauptstern Rigel A und das Doppelsternsystem Rigel B/C umkreisen den gemeinsamen Schwerpunkt im Abstand von 2000 AE. Die Komponenten Rigel B und C umkreisen einander in 28 AE Entfernung. Rigel D ist etwa 10.000 AE von Rigel A entfernt. Welches Baryzentrum er umkreist, konnte bisher noch nicht eindeutig festgestellt werden.
Rigel befindet sich in einem Bereich, der reich an interstellarer Materie ist, und bringt aufgrund seiner Leuchtkraft mehrere Staubwolken zum Leuchten. Eine davon ist der Hexenkopfnebel mit der Bezeichnung IC 2118.

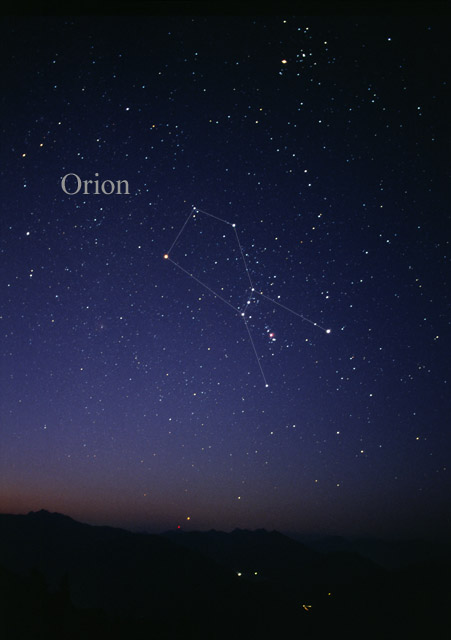
Rigel ist ein heller Stern im Sternbild Orion (rechts unten)
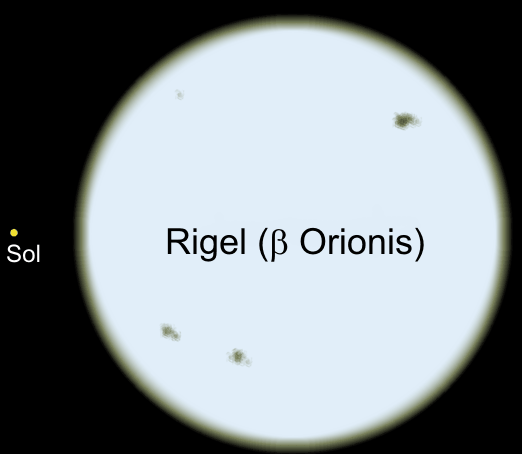
Maßstabsgerechter Größenvergleich, links: Sonne, rechts: Rigel (Blauer Riese, mehr als 60-mal so großer Durchmesser)
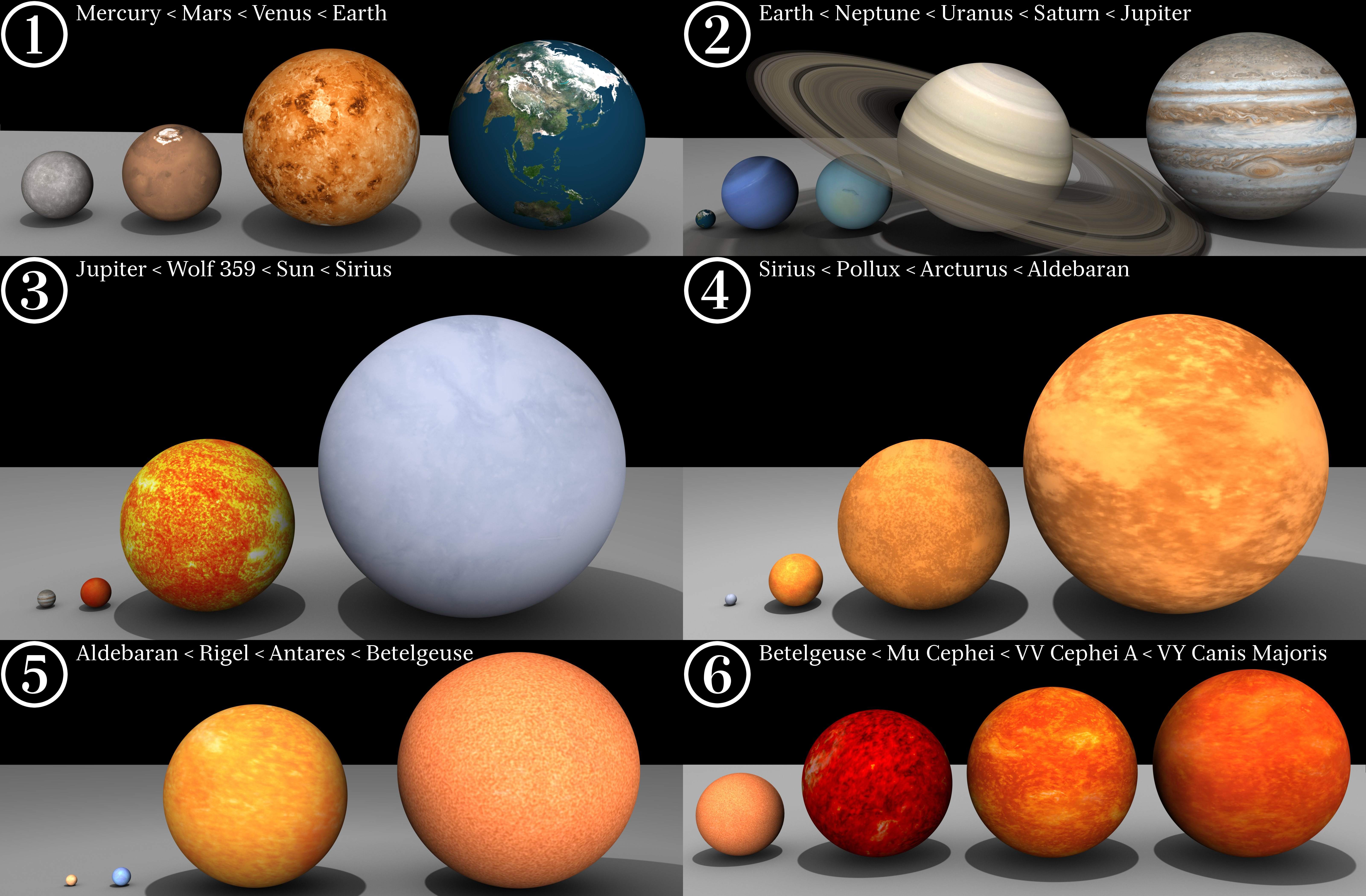
Rigel (Bild 5, zweiter von links) im Größenvergleich zu anderen Himmelskörpern

## Beobachtung
Während schon mit einem Fernrohr von 6 cm Objektivöffnung das Mehrfachsystem in die Komponenten Rigel A und das Doppelsternsystem B/C aufgelöst werden kann, bräuchte man für eine Separation der Komponenten des Doppelsternsystems Rigel B/C mindestens 90 cm Öffnung und aufwärts, was in der Realität aber an der Luftunruhe scheitert. Der Winkelabstand zwischen dem 0,12m hellen Rigel A und dem nur 6,6m hellen Rigel B/C-System beträgt 9,5" und der Positionswinkel 204°.

## Umgebung
Rigel wird auch mit dem Orionnebel M 42 in Verbindung gebracht, der zwar in derselben Himmelsregion steht, aber etwa doppelt so weit entfernt liegt. Verfolgt man jedoch Rigels räumliche Bewegung entsprechend seinem angenommenen Alter zurück, so kommt man nahe an den Nebel heran. Daher wird Rigel gelegentlich als entferntes Mitglied der Orion-OB1-Sternassoziation angesehen, einer lockeren Ansammlung von Sternen der Spektraltypen O und B, zu der auch eine Reihe anderer heller Sterne des Orions gehören. Häufiger wird Rigel allerdings als Mitglied der Taurus-Orion-R1-Sternassoziation betrachtet, und die Orion-OB1-Sternassoziation den räumlich näher bei ihr liegenden Sternen vorbehalten.

## Rigel in der Fiktion
In der Fernsehserie Star-Trek (Titel der deutschsprachigen Fassung: Raumschiff Enterprise) ist das Rigel-System das am dichtesten besiedelte Sternensystem der Galaxis.
Erwähnungen des Rigel-Systems, insbesondere eines fiktionalen Planeten Rigel VII, finden sich auch in weiteren populären Werken der US-amerikanischen Unterhaltungsindustrie, so in der Comic-Adaption der Star-Wars-Trilogie und in der Fernsehserie Die Simpsons.